# Psicología genética
La psicología genética es una teoría psicológica que se ocupa de la génesis del conocimiento y del estudio de los procesos que intervienen en dicha génesis.
No surgió ni debe su desarrollo histórico a problemáticas pedagógicas, como vulgarmente se piensa, puesto que su objetivo inicial fue el de constituir un programa de investigaciones empíricas orientado hacia el descubrimiento de las condiciones de constitución y validación del conocimiento, y en particular, del conocimiento científico. 
Si bien el origen de la Psicología Genética está ligado a la Epistemología Genética (una epistemología que pretende validar empíricamente sus postulados, a diferencia de las epistemologías filosóficas o especulativas fundadas en presupuestos psicológicos no demostrados experimentalmente), la Psicología Genética constituye una disciplina autónoma, con un gran desarrollo durante casi todo el siglo XX, no reductible a la psicología infantil, evolutiva o educativa (ámbitos en los que raramente la teoría se pronuncia de manera directa). 
Se llama psicología genética al estudio del desarrollo de las funciones mentales, en tanto este
desarrollo puede ofrecer una explicación, o por lo menos una información complementaria de
sus mecanismos en el estado acabado [de las funciones mentales]. En otros términos, la
psicología genética consiste en utilizar la psicología del niño para encontrar las soluciones de
problemas psicológicos generales. 
(Piaget (1970/1972). Psicología y Epistemología. Buenos Aires: Emecé, p. 47)
(…) La psicología infantil constituye una especie de embriología mental, en cuanto descripción
de los estadios del desarrollo y sobre todo en tanto estudio del mecanismo mismo de este
desarrollo. La psicogénicos representa, por otra parte, un sector interesante de la
embriogénicos (que no se termina con el nacimiento sino solamente con la llegada a ese
estado de equilibrio que corresponde a la edad adulta); y la intervención de factores sociales no
[desmiente] la pertinencia de esta verificación puesto que la embriogénicos orgánica es
también en parte función del medio. 
[Piaget (1970/1972). Psicología y Epistemología. Buenos Aires: Emecé, p. 28]

Constructivismo: El constructivismo se opone al innatismo y también al empirismo clásicos. Tanto el objeto de conocimiento como el sujeto mismo se construyen simultáneamente en el marco de una serie de relaciones de interacción dialéctica. Las interacciones entre el sujeto cognoscente y los objetos de conocimiento han sido precisadas en varios trabajos, aunque puede señalarse el libro "La equilibración de las estructuras cognitivas", de J. Piaget (1975), como una de las referencias clave para comprender estos procesos constructivos.
No sólo la llamada "Escuela de Ginebra" ha contribuido al desarrollo de esta teoría psicológica (principalmente a través de las investigaciones del Centro Internacional de Epistemología Genética). Una gran cantidad de estudios e investigaciones sobre el desarrollo de diferentes objetos de conocimiento se realizan actualmente, en todo el mundo, siguiendo los presupuestos teóricos de la Psicología Genética.
- Datos: Q6090385